# ألان هودجكينسون
ألان هودجكينسون (بالإنجليزية: Alan Hodgkinson) (مواليد 16 أغسطس 1936 - 8 ديسمبر 2015)، هو لاعب كرة قدم إنجليزي، كان يلعب كحارس مرمى. سبق له أن لعب في كأس العالم لكرة القدم مع منتخب بلاده.

## مسيرته الكروية
لعب ألان هودجكينسون خلال مسيرته الاحترافية مع نادِ واحدٍ في سبعة عشر موسمًا ولم يسجل خلالها أي هدف ضمن 576 مباراة. ولم يفز بأي موسم بالكأس أو بالدوري.
خاض ألان هودجكينسون مسيرته مع نادي شيفيلد يونايتد في موسم 1954–55 ليلعب معه سبعة عشر موسمًا، مشاركًا في 576 مباراة ولم يسجل أي هدف.

## روابط خارجية
- ألان هودجكينسون على موقع قاعدة بيانات كرة القدم.إي يو (الإنجليزية)
- ألان هودجكينسون على موقع ناشيونال فوتبول تيمز (الإنجليزية)